# Piletocera orientalis
Piletocera orientalis là một loài bướm đêm trong họ Crambidae.